# Landschaftsschutzgebiet Offenland zwischen Calle und Meschede
Das Landschaftsschutzgebiet Offenland zwischen Calle und Meschede mit 215,49 ha liegt im Stadtgebiet von Meschede im Hochsauerlandkreis. Es wurde 1994 mit dem Landschaftsplan Meschede durch den Kreistag des Hochsauerlandkreises als Landschaftsschutzgebiet (LSG) mit dem Namen Landschaftsschutzgebiet Laer und einer Flächengröße von 152,5 ha ausgewiesen. Bei der Neuaufstellung des Landschaftsplanes Meschede wurde es vergrößert und neuem Namen als Landschaftsplangebiet vom Typ B, Kleinflächiger Landschaftsschutz, erneut ausgewiesen. Das LSG ist eines von 102 Landschaftsschutzgebieten in der Stadt Meschede. Dort gibt es ein Landschaftsschutzgebiet vom Typ A, 51 Landschaftsschutzgebiete vom Typ B und 50 Landschaftsschutzgebiete vom Typ C. Das LSG gehört zum Naturpark Sauerland-Rothaargebirge.

## Beschreibung
Das LSG beginnt direkt am südwestlichen Stadtrand von Meschede. Ein Bereich direkt am Stadtrand von Meschede unterliegt einer Befristung. Hier besteht eine regionalplanerisch gesicherte Wohnbaufläche im städtischen Flächennutzungsplan. Im LSG liegen überwiegend Ackerfläche und kleinere Grünlandbereiche.

## Schutzzweck
Zum Schutzzweck der LSG vom Typ B Ortsrandlagen, Landschaftscharakter im Landschaftsplangebiet Meschede führt der Landschaftsplan auf: „Sicherung der Vielfalt und Eigenart der Landschaft im Nahbereich der Ortslagen sowie in alten landwirtschaftlichen Vorranggebieten insbesondere durch deren Offenhaltung; Erhaltung der Leistungsfähigkeit des Naturhaushalts hinsichtlich seines Artenspektrums und der Nutzungsfähigkeit der Naturgüter (hier: leistungsfähige Böden); Umsetzung der Entwicklungsziele 1.1 und – primär – 1.5 zum Schutz des spezifischen Charakters und der Identität der landschaftlichen Teilräume; entsprechend dem Schutzzweck unter 2.3.1 auch Ergänzung der strenger geschützten Teile dieses Naturraums durch den Schutz ihrer Umgebung vor Eingriffen, die den herausragenden Wert dieser Naturschutzgebiete und Schutzobjekte mindern könnten (Pufferzonenfunktion); Erhaltung der im gesamten Gebiet verstreut anzutreffenden kulturhistorischen Relikte.“

## Rechtliche Vorschriften
Wie in den anderen Landschaftsschutzgebieten im Stadtgebiet besteht im LSG ein Verbot Bauwerke zu errichten. Vom Verbot ausgenommen sind Bauvorhaben für Gartenbaubetriebe, Land- und Forstwirtschaft. Die Untere Naturschutzbehörde kann Ausnahme-Genehmigungen für Bauten aller Art erteilen. Wie in den anderen Landschaftsschutzgebieten vom Typ B in Meschede besteht im LSG ein Verbot der Erstaufforstung und Weihnachtsbaum-, Schmuckreisig- und Baumschul-Kulturen anzulegen.